# Cova dels Lladres
La Cova dels Lladres és una cavitat situada a una cota de 399 metres a la Vall del Mimó de Vacarisses, molt a la vora amb el límit municipal d'Olesa de Montserrat. Concretament a la cara sud de la Carena de Torrella. L'accés a la cavitat és molt confús i no hi ha cap camí que hi porti. Un cop als peus de la cova, l'accés al seu interior resulta força complicat, ja que s'ha de grimpar per una escletxa en diagonal i posteriorment arrosseggar-se per un túnel força estret. Unes actuacions arqueològiques i una posterior troballa fortuita per un grup d'espeleòlegs d'una gerra neolítica amb peces de variscita i cardium edule al 1975 fa suposar que es tracti d'una cova sepulcral. La troballa inesperada, va provocar una nova excavació arqueològica el 1981.

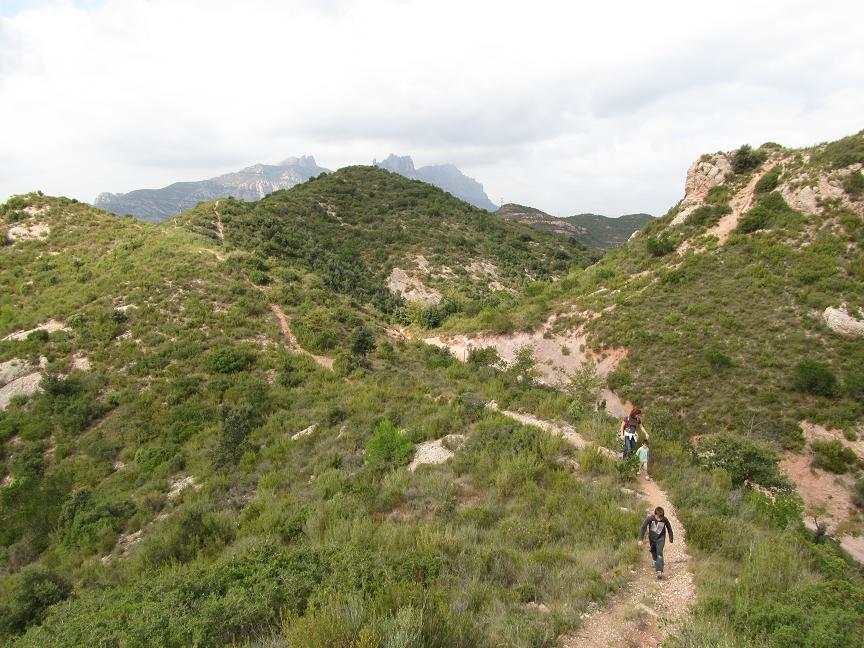
El Coll de l'Orpina i la carena de Torrella amb vistes a Montserrat